# Родственная душа

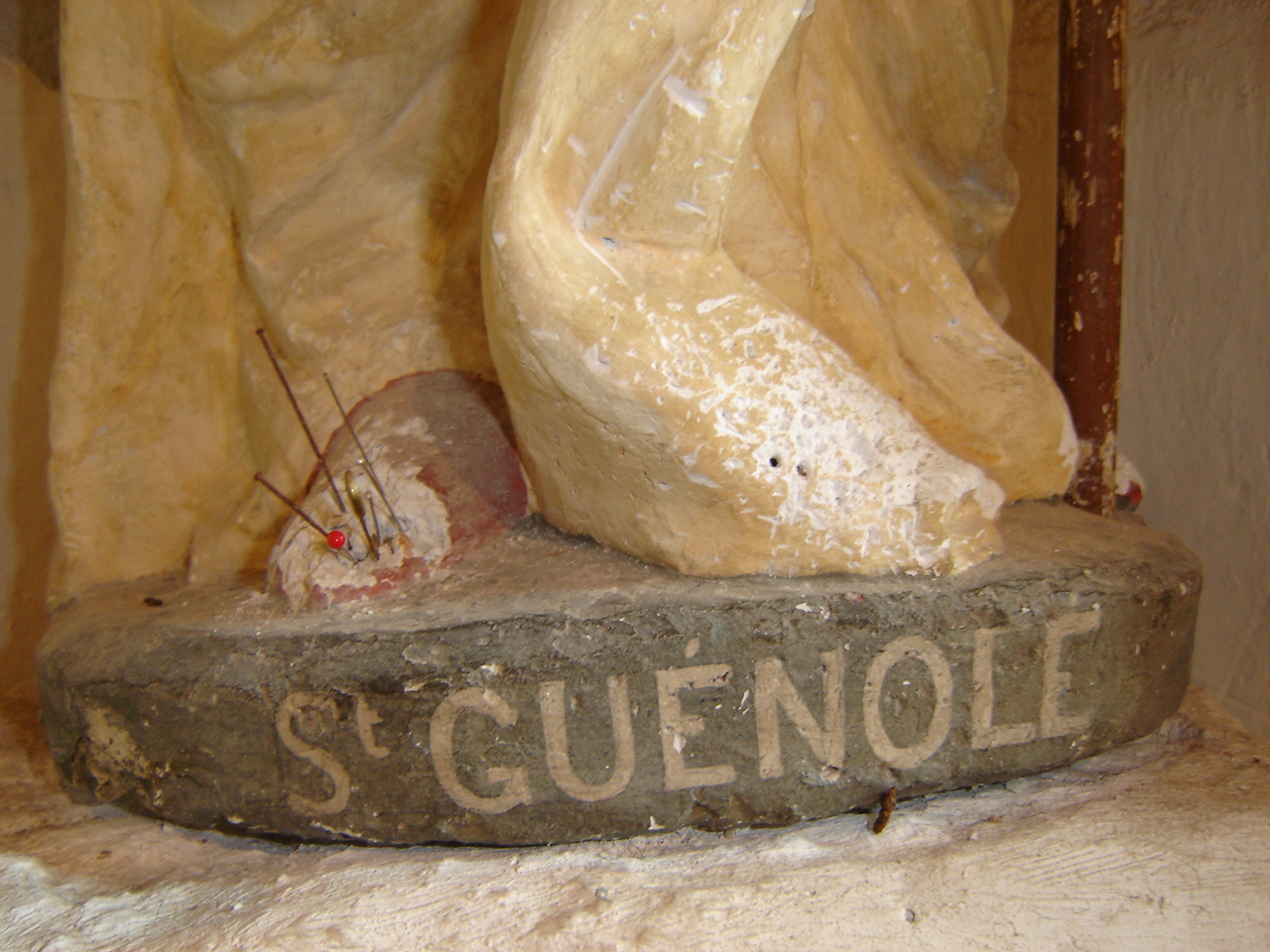
Нога статуи святого Гвеноле в часовне коммуны Ле Мутье-ан-Рес, (Атлантическая Луара), утыканная иголками местными девушками, которые надеются найти свою родственную душу.

Ро́дственная душа́ — образное выражение, обозначающее человека, к которому другой человек чувствует глубокую или естественную близость. Близость может подразумевать тут сходство друг с другом в определенных аспектах, любовь в её различных проявлениях, платонические отношения, комфорт в компании друг друга, тесную эмоциональную связь, духовное родство, психологическую совместимость, интерес и радость от общения, взаимопомощь и поддержку, уважение, доверие и многое другое. 
В диалоге Платона «Пир» Аристофан излагает миф о родственных душах. Он рассказывает, что изначально люди имели четыре руки, четыре ноги, одну голову с двумя лицами. Было три пола, продолжает он: мужской, женский и андрогинный, каждый из которых имел две репродуктивные системы, в то время как андрогины имели и мужские, и женские гениталии. Мужчины были детьми солнца, женщины — детьми земли, андрогины — детьми луны, которая родилась от союза солнца и земли. В те времена люди были очень физически сильными и могли покорить богов. Боги хотели сразить людей перуном, как они поступили когда-то с титанами, однако тогда они лишились бы подношений, совершаемых людьми богам. Зевс нашёл решение, разделив людей надвое в наказание за их гордость и удвоив количество людей, делающих подношения в честь богов. Эти разделённые люди так ужасно страдали, что не ели и гибли, а потому Аполлон сшил их вместе и возродил, оставив пупок единственным пережитком их прежней формы. Теперь каждый человек имеет только одни гениталии и будет вечно стремиться к своей другой половине; другой половине его/её души. Когда они найдут друг друга, они ощутят невыразимое взаимопонимание, единство друг с другом, и не будут знать большей радости, чем это.
Согласно теософии, чьи идеи были откорректированы Эдгаром Кейси, Бог создал андрогинные души, равно имевшие черты мужчины и женщины. Более поздние теории утверждали, что души делятся на различные полы, возможно, из-за заработанной на Земле кармы или же по решению Бога. Из жизни в жизнь одна половина ищет другую. Когда кармические долги будут выплачены, двое разделённых воссоединятся и вернутся к прежней форме.